# 左馮翊
左馮翊（さひょうよく）は、かつて中国に存在した行政区画。前漢から後漢にかけて、現在の陝西省西安市および渭南市一帯に設置され、当時の都城である長安付近の県を管轄した。
また左馮翊は当該行政区画を監督する官名でもある。官名としては京兆尹、右扶風とともに三輔を構成した。県の統治を行う点では郡と同格であるが、人口が多くまた前漢においては畿内を管轄したことから参議にも参加し、宰相候補生の適性を見る場にもなる顕職であった。

## 沿革
秦代において都である咸陽の付近を治めた内史を前身とする。前206年に項羽により塞国と、翌前205年に前漢が成立すると河上郡と改称されたが、前198年に再び内史の管轄とされた。前135年（建元6年）に内史が左右に分割された際に左内史の管轄とされ、前104年に左馮翊と改称された。
後漢になっても引き続き置かれたが、都城は洛陽に置かれたため、その地位は相対的に下がっている。1年（元始）時点では県数24、戸数235,101、人口917,822（『漢書』地理志）、140年（永和5年）時点では県数13、戸数37,090、人口145,195（『後漢書』地理志）であった。
三国時代の魏のとき、左馮翊は馮翊郡と改称された。
| 左馮翊の管轄県変遷 | 左馮翊の管轄県変遷 | 左馮翊の管轄県変遷 |
| 前漢 24県          | 新朝 24県          | 後漢 13県          |
| ------------------ | ------------------ | ------------------ |
| 高陵県             | 千春県             | 高陵県             |
| 池陽県             |                    |                    |
| 雲陽県             |                    |                    |
| 祋祤県             |                    |                    |
| 頻陽県             |                    |                    |
| 郃陽県             |                    |                    |
| 蓮勺県             |                    |                    |
| 万年県             | 異赤県             | 万年県             |
| 重泉県             | 調泉県             | 重泉県             |
| 臨晋県             | 監晋県             | 臨晋県             |
| 夏陽県             | 冀亭県             | 夏陽県             |
| 衙県               | 達昌県             | 衙県               |
| 粟邑県             | 粟城県             | 粟邑県             |
| 櫟陽県             | 師亭県             | -                  |
| 翟道県             | 渙県               | -                  |
| 谷口県             | 谷喙県             | -                  |
| 鄜県               | 脩令県             | -                  |
| 武城県             | 桓城県             | -                  |
| 沈陽県             | 制昌県             | -                  |
| 懐徳県             | 徳驩県             | -                  |
| 徴県               | 氾愛県             | -                  |
| 雲陵県             | 雲陵県             | -                  |
| 長陵県             | 長平県             | -                  |
| 陽陵県             | 渭陽県             | -                  |